# Proporcja (sztuka)
Proporcja − rozumiana jest jako współgranie poszczególnych części w całości. Jest to jedno z głównych zagadnień teorii sztuki. Już w starożytności był poruszany ten problem. Wówczas powstała teoria pitagorejsko-platońska. Pitagorejczycy mówili o współbrzmieniu dwóch strun − efekcie, osiągniętym, gdy wysokości dźwięków generowanych przez te dwie struny są od siebie oddalone w stosunku 1:2, 2:3, 3:4. Natomiast Platon twierdził, że ta harmonia zachodzi wtedy, gdy występuje trzeci składnik w postaci proporcji. Wszystko co dobre jest piękne, a skoro jest piękne, to jest to efekt proporcji. Proporcje ciała określano przez kanony Polikleta i Lizypa. Proporcje architektury przez porządki architektoniczne.